# 克里尚·帕塔克
克里尚·帕塔克（Krishan Pathak，1997年4月24日—），印度男子曲棍球运动员，司职守门员，2018年亚洲运动会男子曲棍球铜牌得主、2022年亚洲运动会男子曲棍球金牌得主。